# William McMaster Murdoch
Vous lisez un « article de qualité » labellisé en 2011.
Pour les articles homonymes, voir Murdoch.
Ne pas confondre avec William Murdoch (1754-1839), ingénieur et inventeur écossais
William McMaster Murdoch (28 février 1873 - 15 avril 1912) est un marin britannique. Issu d'une famille de marins, il entre au service de la White Star Line en 1900 et y devient rapidement officier. En 1903, son esprit d'initiative lui permet d'éviter une collision à l’Arabic, dont il est alors deuxième officier. Après avoir servi sur plusieurs navires prestigieux de la compagnie, il est choisi en avril 1912 comme premier officier du Titanic.
Le 14 avril 1912 dans la soirée, il est de quart lorsqu'un iceberg est signalé droit devant. Malgré sa tentative d'évitement, le navire heurte l'obstacle et commence à couler. Murdoch est alors chargé de remplir et mettre à la mer une partie des canots de sauvetage du navire. Il périt dans la catastrophe. Après sa mort, ses collègues officiers rescapés prennent le soin d'écrire à sa veuve pour la rassurer sur l'héroïsme de son mari. Des années plus tard, une femme tentera, sans succès, de se faire passer pour une descendante de Murdoch.
Son personnage apparaît dans plusieurs des films sur le naufrage. Un débat a éclaté en 1997 lorsque James Cameron l'a représenté se suicidant dans son film Titanic, reprenant une rumeur non avérée. Un autre débat concerne la pertinence des ordres qu'il a donnés pour éviter l'iceberg, car il est désormais avéré que le Titanic serait probablement resté à flot s'il l'avait heurté de plein fouet. Toutefois, la décision de Murdoch est compréhensible compte tenu des circonstances et du manque de recul dont il disposait. Sa décision a conduit à une révision des règles de navigation. C'est en s'en souvenant que le capitaine du Royal Edward a réussi à sauver son navire lorsqu'il s'est trouvé dans la même situation.

## Biographie

### Jeunesse
William McMaster Murdoch est né le 28 février 1873 à Dalbeattie (district de Dumfries and Galloway) en Écosse, au no 3 de « Sunnyside », un quartier situé sur les hauteurs de la ville.
William est le quatrième enfant de Samuel Murdoch et de Jeannie Muirhead. Son père est un capitaine de la marine marchande respecté, tandis que sa mère est issue d'une famille de domestiques agricoles.
Alors que William est âgé d'une dizaine d'années, les Murdoch quittent la petite maison mitoyenne de Sunnyside pour emménager à Oakland Cottage, non loin du centre bourg de Dalbeattie et des différents commerces. Construite à la demande du capitaine Samuel Murdoch, cette nouvelle maison porte le nom du port d'Oakland qui était cher à ce dernier.
William Murdoch poursuit ses études à la High School de Dalbeattie, et en 1888, alors âgé de 15 ans, il obtient son diplôme avec les honneurs.

### Carrière

#### Première années dans la marine (1889-1899)

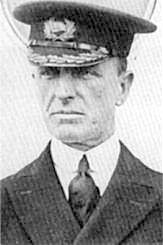
Stanley Lord, capitaine du Californian. Murdoch et Stanley se rencontrent sur lIquique.

Directement après avoir obtenu son diplôme de fin d’études, William Murdoch s’engage sur le Charles Cotesworth, un voilier barque sur lequel il reste trois ans, de 1889 à 1892. Le premier voyage en mer de Murdoch le mène à San Francisco. Le Charles Cotesworth navigue ensuite jusqu’à Portland (Oregon), puis Valparaiso et enfin Iquique en 1892. La même année, Murdoch quitte le voilier et passe avec succès l’examen de deuxième officier.
En août 1893, il signe dans l’équipage de l’Iquique, un trois-mâts carré dont le capitaine n’est nul autre que son père, Samuel Murdoch. À bord de l’Iquique, William Murdoch voyage de Rotterdam à Fredrikstad (Norvège), du Cap à Newcastle, puis de Antofagasta à Iquique. Le navire rentre à Londres, son port d’attache, au terme d’un tour du monde qui a duré dix-huit mois. C’est la seule et unique fois que William Murdoch travaille sur le même navire que son père.
Au cours de la traversée, Murdoch rencontre Stanley Lord qui est alors un jeune apprenti. Vingt ans plus tard, le même homme devait se trouver aux commandes du Californian, navire pris dans les glaces, non loin du Titanic, durant la nuit du naufrage. Elizabeth Gibbons rapporte dans son livre To The Bitter End que Stanley Lord, aurait trouvé William Murdoch très modeste pour un officier.
En mars 1895, William Murdoch réussit le certificat de premier officier. En mai de la même année il embarque sur le St Cuthburt en tant que premier officier. Il navigue de Ipswich à l’île Maurice, puis à Newport via Newcastle, et enfin Callao et Hambourg. En septembre 1896, il décroche le certificat de capitaine. C’est le seul des officiers du Titanic à l’avoir réussi du premier coup.
Par la suite, William Murdoch ne reprend la mer qu’en 1897, année durant laquelle il rejoint l’équipage du quatre-mâts barque, Lydgate, en tant que second. Avec ses 2 534 tonneaux, le Lydgate est jusqu’ici le plus grand bateau sur lequel Murdoch a travaillé. À son bord, il accoste pour la première fois à New York, puis Shanghai, Portland et Tianjin. Le 2 mai 1899, Murdoch débarque à Anvers (Belgique) et quitte définitivement le Lydgate.
La même année, William Murdoch sert comme lieutenant au sein de la Royal Naval Reserve (RNR), pour quelques mois, dans la guerre des Boers. C'est grâce à son service dans la RNR, qu'il est ensuite engagé sur les vapeurs de la White Star Line.

#### Les années White Star Line (1899-1912)

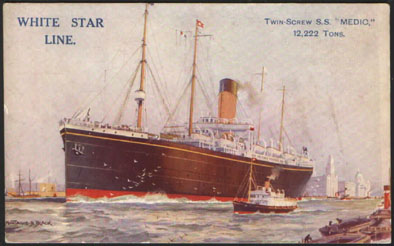
Le premier navire de la White Star Line sur lequel Murdoch a servi est le Medic.

William Murdoch rentre au service de la White Star Line et y reste jusqu'à sa mort, douze ans et demi plus tard. Il commence par travailler sur la ligne australienne à bord du tout nouveau Medic où il occupe le poste de quatrième officier. C’est également le premier voyage inaugural auquel il participe. Lors de son deuxième voyage avec le Medic, Murdoch gagne un grade et passe troisième officier. C’est Charles Lightoller qui lui succède au poste de quatrième officier. Les deux hommes deviennent rapidement amis et se retrouveront par la suite à nouveau à travailler ensemble sur l’Oceanic, et bien entendu le Titanic, sur lequel Lightoller aura bien plus de chance que son ami. En juin 1901, Murdoch gagne à nouveau en grade et il est promu deuxième officier sur le Runic, sister-ship du Medic mis en service en janvier sur la ligne australienne. Au cours du mois de février 1903, c’est sur ce même bateau que Murdoch rencontre celle qui deviendra son épouse, Mlle Ada Florence Banks, une institutrice néo-zélandaise. Les deux jeunes gens entretiennent par la suite une longue correspondance.
Toujours en 1903, Murdoch est transféré sur l’Arabic pour son voyage inaugural. Pour sa première traversée, le navire doit se rendre à New York, mais alors qu’il navigue dans le brouillard, un incident est évité de justesse grâce à l’initiative de Murdoch qui officie toujours en tant que deuxième officier. L’épisode se déroule en soirée, lorsque la vigie voit surgir du brouillard un navire à voiles sur bâbord et le signale aussitôt à la passerelle sur laquelle se trouvent au même moment Murdoch et le troisième officier Edwin Jones. Tandis que les autres membres d’équipage essayent toujours de sonder le brouillard, Murdoch se précipite sur la barre, pousse le quartier-maître sur le côté pour prendre sa place et maintenir le cap. Il ignore l’ordre « bâbord toute » que lance le premier officier Fox responsable de la passerelle. En effet, il se trouve que Fox a commis une faute, et, lorsqu'il s’aperçoit de son erreur il ordonne cette fois de garder le cap, ce que Murdoch, imperturbable, fait depuis le début. Un changement de cap, qui plus est sur bâbord, aurait été fatal, tant pour le voilier, que pour le flambant neuf Arabic.

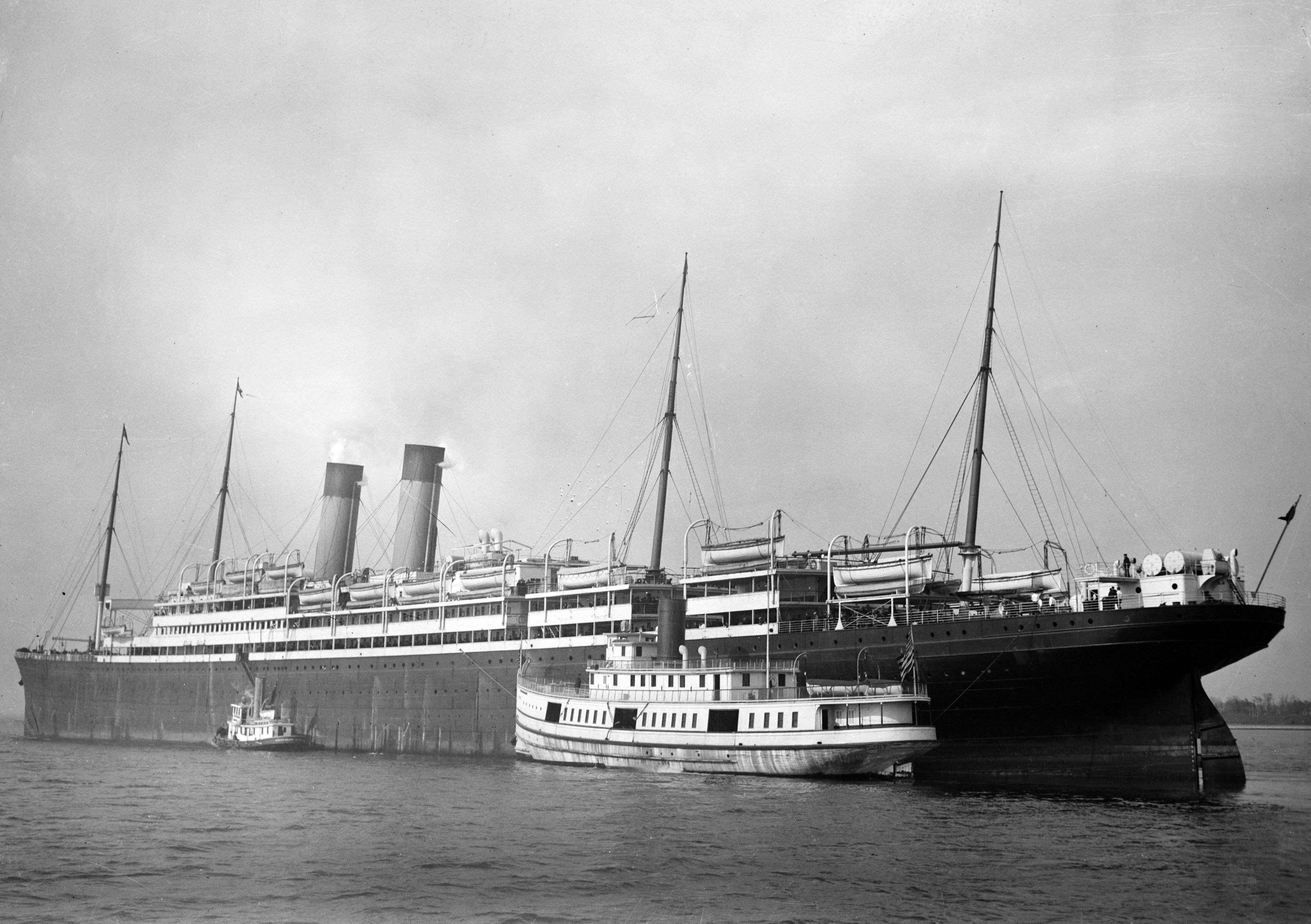
LAdriatic, sur lequel Murdoch sert pendant quatre ans.

À partir de janvier 1904, William Murdoch sert sur le Celtic, le premier des Big Four, d’abord en tant que deuxième officier, puis premier officier. Après l’Arabic, Murdoch continue ainsi à officier sur l’Atlantique, ligne sur laquelle voyage la haute société de l’époque. Courant 1905, et le temps de deux voyages, Murdoch est transféré sur le Germanic, toujours comme premier officier. Entré en service durant l’année 1875, le Germanic est acquis en 1904 par l'American Line et relie à présent Southampton à New York. Malgré ce changement, l’équipage, dont Murdoch, est toujours employé par la White Star Line,. Toujours en 1905, Murdoch est à présent affecté sur l’Oceanic, l'un des fleurons de la compagnie. À son bord il retrouve son ami du Medic, Charles Lightoller. Murdoch et Lightoller occupent respectivement les postes de deuxième et troisième officier sous le commandement du capitaine John G. Cameron. Durant un court service de deux traversées, Murdoch est transféré sur le Cedric, aux côtés de Cameron. Il effectue une dernière traversée à bord de l’Oceanic avant d’être une fois de plus changé de bateau. En mai 1907, il est en effet nommé premier officier sur le quatrième et dernier fleuron de la classe Big Four, l’Adriatic qui effectue son voyage inaugural de Liverpool à New York. Pour la première fois, Murdoch travaille sous les ordres d’Edward Smith, futur capitaine du Titanic. Il garde son rang de premier officier de l’Adriatic jusqu’en 1911.

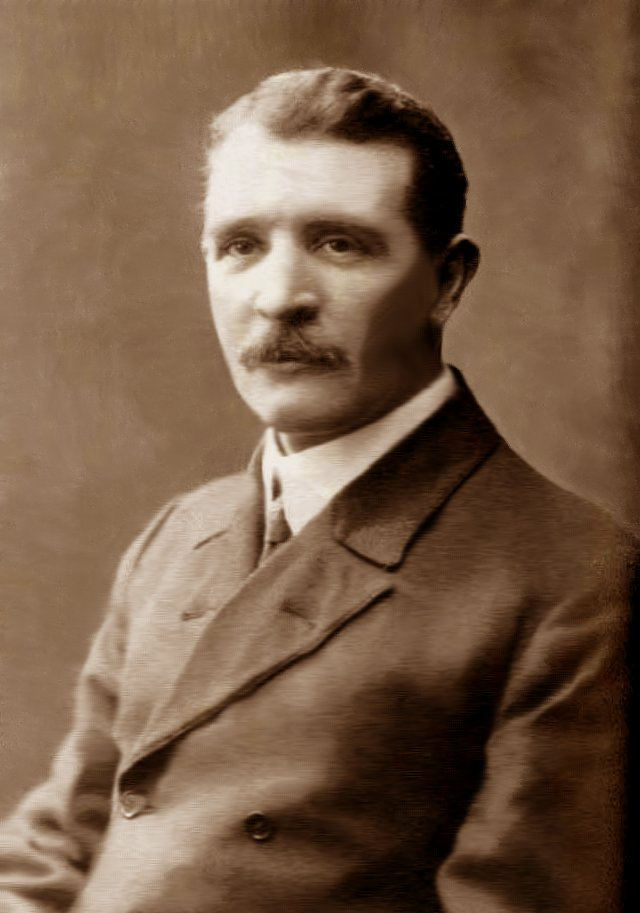
William McMaster Murdoch, ayant passé la trentaine d'années

Alors qu’il renouvelle son contrat sur l’Adriatic, Murdoch est finalement envoyé à Belfast, avec le capitaine Smith, pour devenir le premier officier de l’Olympic. Une promotion qui ne se refuse pas puisque le navire inaugure la classe Olympic. Promise à un bel avenir, elle vise à concurrencer les grands paquebots de la Cunard Line. Mais alors que débute son cinquième voyage, l’Olympic entre en collision avec un autre navire, le Hawke, et est aussitôt rapatrié à Belfast pour subir des réparations. Murdoch et les autres officiers sont amenés à témoigner à propos de l’accident. Puis, ils bénéficient d’une longue et inattendue permission à terre, en attendant que l’Olympic puisse être remis à flot.

### Mort sur leTitanic

#### Essais en mer et traversée

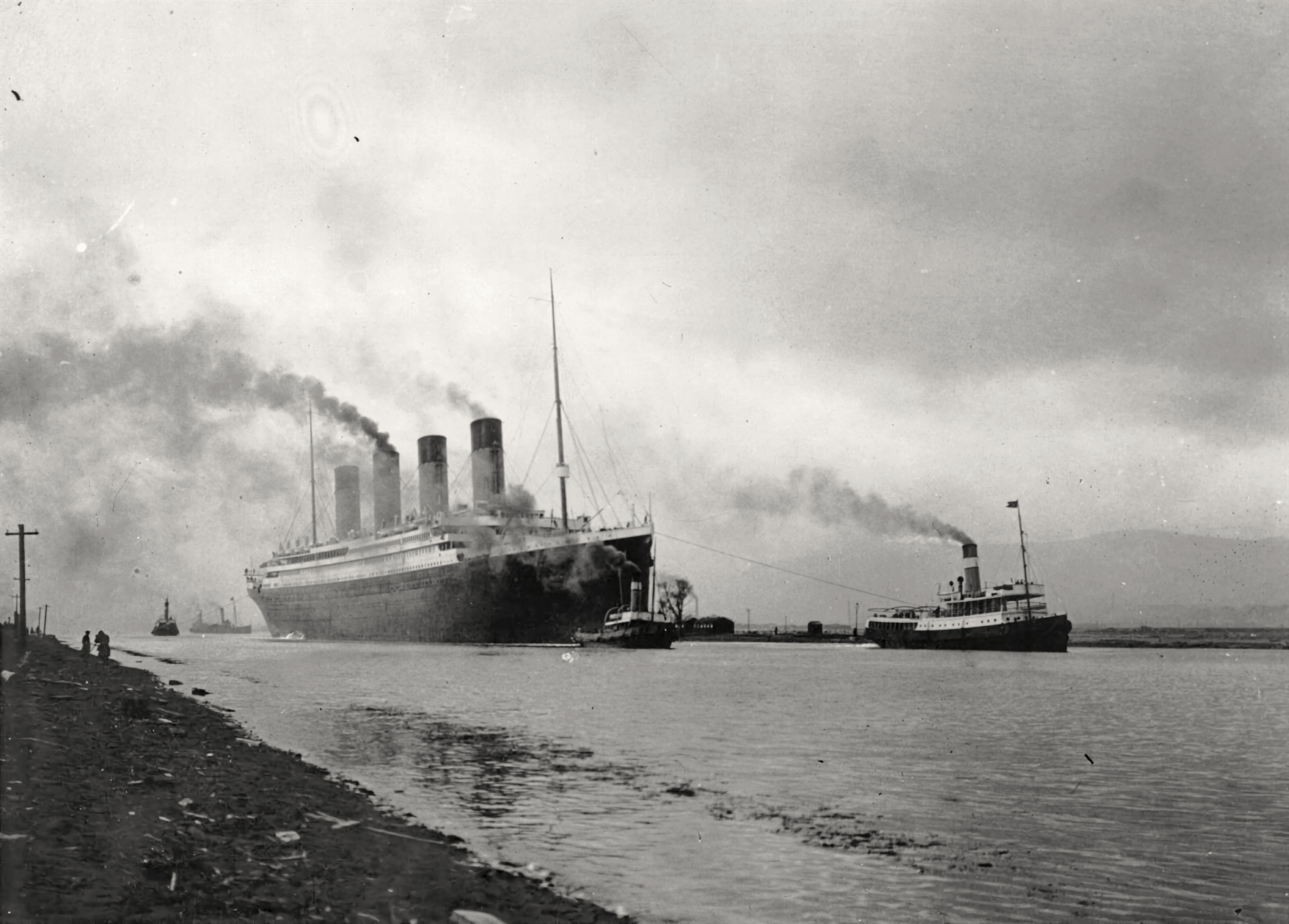
Murdoch sert comme commandant en second sur le Titanic durant ses essais en mer, avant d'être rétrogradé premier officier.

Le 20 mars 1912, William Murdoch devient le commandant en second (chief officer) du Titanic, le sister-ship de l’Olympic qui doit faire son voyage inaugural début avril. Murdoch est accompagné de Charles Lightoller, premier officier, avec qui il a déjà travaillé, et David Blair comme deuxième officier. Comme précédemment l’Olympic, le Titanic est commandé par Edward Smith. Tous prennent leur service le 2 avril pour les essais en mer du paquebot, au large de Belfast. Prévus la veille, ceux-ci ont été repoussés à cause du mauvais temps. Des tests de vitesse et de manœuvrabilité sont effectués, que le paquebot traverse sans problème. Les essais terminés, le navire part pour Southampton, d'où il doit prendre la mer pour New York le 10 avril. Le navire arrive au port dans la nuit du 4. Les jours qui suivent, l'équipage supervise la préparation du navire.
Un changement de dernière minute survient dans la hiérarchie des officiers, le 9 avril. La White Star Line demande que soit employé comme commandant en second Henry Wilde, qui occupait cette fonction sur l’Olympic. De fait, Murdoch est rétrogradé premier officier, et Lightoller deuxième. Blair quitte pour sa part le navire. Ce changement n'est prévu que pour la traversée inaugurale, la configuration d'origine devant être reprise pour les suivantes. Lightoller et Murdoch n'en demeurent pas moins très amers pour ce changement inopiné, dont les raisons précises sont discutées.
Le 10 avril est le jour du grand départ : le Titanic quitte Southampton à midi. Lors des manœuvres, Murdoch est sur la passerelle d'accostage, sur la plage arrière où il dirige les manœuvres tout en communiquant avec les autres points névralgiques par le biais du troisième officier Herbert Pitman, qui gère les téléphones de cette même passerelle. Par la suite, en tant qu'officier « senior », Murdoch est tenu d'effectuer deux quarts de quatre heures chaque jour, espacés de huit heures de pause. Lorsqu'il est de quart, Murdoch est tenu de rester sur la passerelle jusqu'à ce qu'un collègue le relève. Durant chaque quart, deux officiers « junior » l'assistent dans ses tâches.

#### Naufrage

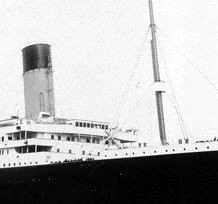
Murdoch se trouvait sur la passerelle de navigation du Titanic au moment de la collision avec l'iceberg.

La traversée se déroule sans incident jusqu'au dimanche quatorze avril. Murdoch relève Lightoller à 22 heures. Depuis le début de la soirée, l'atmosphère est tendue sur la passerelle, le Titanic approchant de la zone des glaces. Des icebergs sont signalés plus au sud que les emplacements habituels et la vigilance est de mise. À 19 h 15, alors qu'il remplaçait Lightoller parti manger, Murdoch avait déjà demandé que toutes les lumières en avant de la passerelle soient éteintes pour ne pas gêner le travail des vigies. À 23 h 40, trois coups de cloches retentissent depuis le nid-de-pie, sur l'initiative de Frederick Fleet, pour signaler un iceberg droit devant. Au même moment, Murdoch a également repéré l'obstacle et s'empresse d'ordonner au quartier-maître Robert Hichens de mettre « la barre à tribord toute ». Le Titanic commence à virer, mais pas assez, et la proue racle contre la glace qui fait sauter certains rivets, entraînant des voies d'eau. Murdoch a le réflexe de fermer les portes étanches qui compartimentent le navire et doivent lui permettre de se maintenir à flot. Le capitaine Smith, qui s'était retiré prendre un peu de repos, arrive également immédiatement sur les lieux.

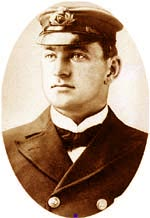
Henry Wilde, le commandant en second, a assisté Murdoch pour la préparation de plusieurs canots.

Le pire semble évité, mais après une rapide inspection, l'architecte Thomas Andrews, concepteur du navire, conclut que trop de compartiments se remplissent d'eau, et que le navire est condamné. Smith doit donc se résigner à évacuer. Murdoch est chargé de faire rassembler les passagers tandis que Wilde se voit confier la tâche de préparer les canots de sauvetage. Murdoch est ensuite chargé de gérer le remplissage des canots tribord, tandis que Lightoller fait de même à bâbord. Vers 0 h 30, le canot no 7, sur tribord, est le premier à partir. Il se charge ensuite du chargement du canot no 5 avec l'aide du troisième officier, Herbert Pitman, et du président de la compagnie, Joseph Bruce Ismay. Au moment de mettre à l'eau le canot, il demande à Pitman d'y embarquer pour en prendre la responsabilité. Murdoch lui adresse un dernier « Au revoir, bonne chance », avant de faire partir l'embarcation. Vient ensuite le polémique canot no 1, également chargé par Murdoch : d'une capacité de 40 personnes, il part avec simplement 12 passagers. Peu de personnes sont en effet dans les environs au moment où le canot part. L'officier a même accepté de faire monter, non seulement Lady Duff Gordon, mais également son mari Cosmo, et deux autres passagers. Le reste du canot est composé de marins. Au moment de l'embarquement, un passager trébuche et tombe, faisant dire à Murdoch : « C'est bien la chose la plus drôle que j'ai vue ce soir ! » Il est alors environ 1 heure du matin.
Il part ensuite se charger des quatre canots situés à l'arrière tribord (9, 11, 13 et 15), aidé par Moody, le sixième officier. Une différence nette apparaît rapidement entre les deux bords du navire : là où Lightoller applique à la lettre « les femmes et les enfants seulement » pour ne pas créer de cohue, quitte à ce que les canots partent à moitié vides, Murdoch est plus tolérant et se fixe pour objectif de remplir ses canots. Certains partent même avec un nombre de passagers supérieur à leur capacité. Après les canots arrière, Murdoch retourne à l'avant pour charger le radeau pliable C, avec l'aide de Wilde et du commissaire Hugh McElroy. Comme des places sont encore libres et qu'aucun passager n'est dans les environs, Ismay et un autre homme, l'homme d'affaires William Carter, embarquent dans le canot, qui part peu avant 2 heures. Auparavant, craignant que la situation ne se tende, Wilde a fait distribuer des armes à Lightoller, Murdoch et lui-même.
Ne reste à tribord que le radeau A, disposé sur le toit du carré des officiers. Murdoch participe à sa préparation en le faisant descendre tant bien que mal sur le pont. À ce moment, le Titanic pique du nez, et le canot est emporté par les flots, à moitié inondé. C'est la dernière fois que Murdoch est vu vivant. Son corps, s'il a été retrouvé, n'a jamais été identifié.

## Vie privée

### Mariage

#### Avant le naufrage

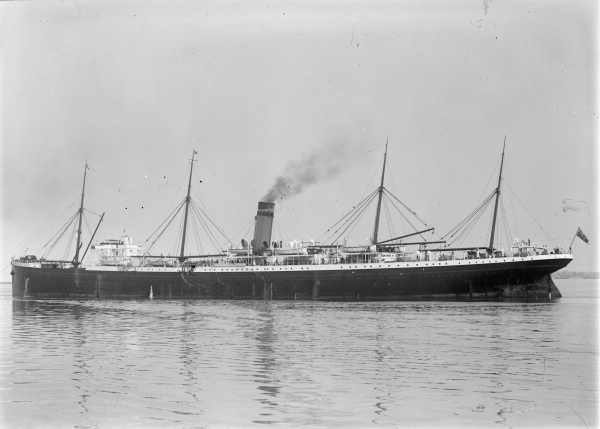
Murdoch a rencontré son épouse, Ada, à bord du Runic, lors d'une traversée.

En 1903, alors qu’il effectue une traversée sur le Runic qui rentre en Angleterre après avoir quitté le port de Sydney, William Murdoch rencontre Mlle Ada Florence Banks, une institutrice néo-zélandaise alors âgée de 29 ans. À peine le Runic est-il rentré à Liverpool, son port d’attache, que Murdoch doit reprendre son service. Néanmoins, il entretient avec Mlle Banks une longue correspondance depuis la mer.
Quelques années plus tard, entre deux traversées de l’Adriatic sur lequel il a été promu quelques mois plus tôt, William Murdoch (34 ans) épouse Ada Banks (33 ans) le 2 septembre 1907 dans l'église Saint-Denis à Southampton. Après une courte lune de miel le couple s’installe dans la ville, au 94 Belmont Road, Portswood. Pendant que Murdoch est en mer, son épouse, surnommée Aid, s'occupe de la maison tout en continuant à exercer sa profession d'institutrice, chose peu courante pour l'époque qui voulait qu'une femme mariée se consacre entièrement à son foyer. Murdoch lui a en effet donné son consentement.

#### Après le naufrage

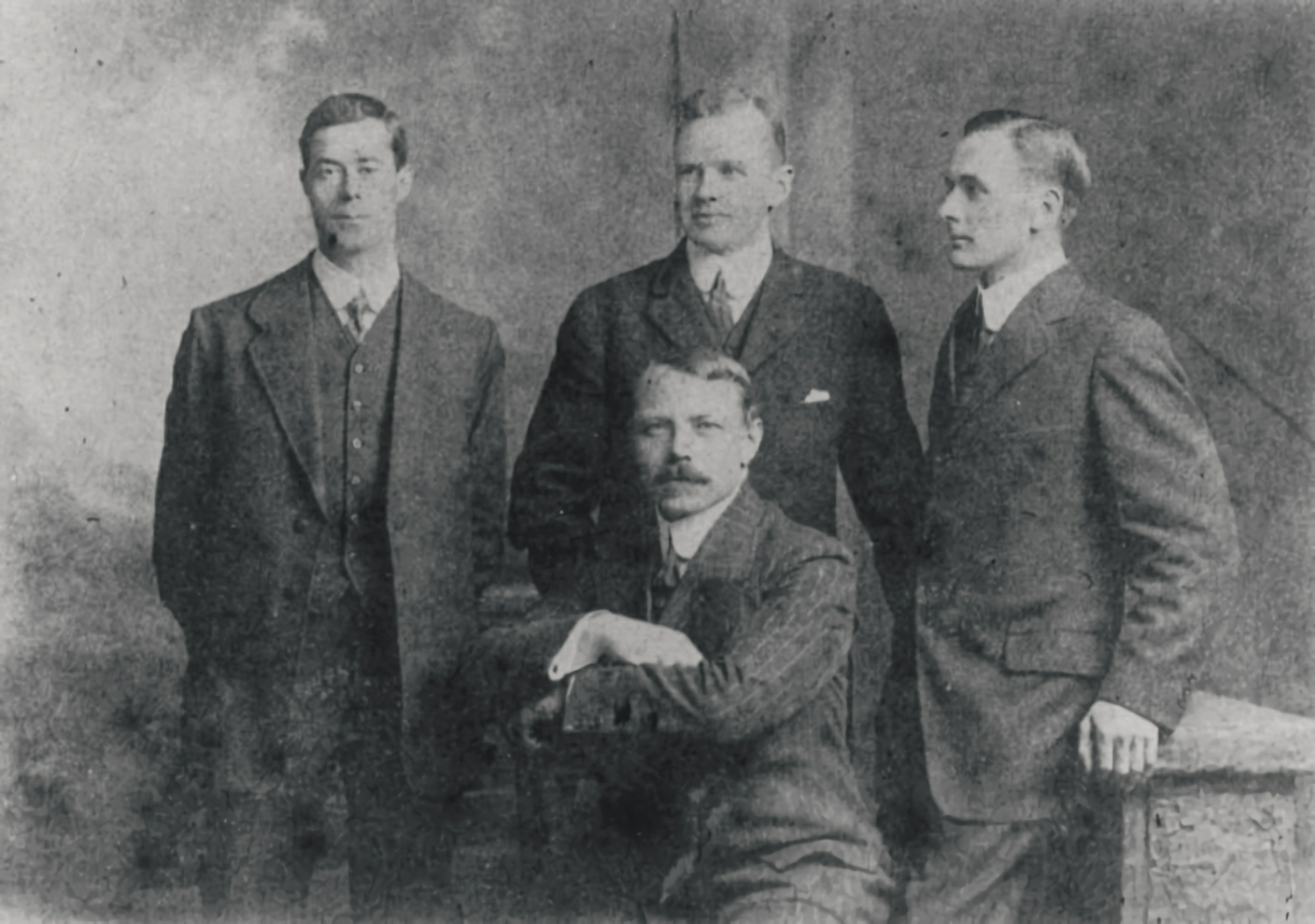
Après le naufrage du Titanic, les quatre officiers rescapés ont écrit une lettre à la veuve de Murdoch pour confirmer l'héroïsme de son mari.

Comme la plupart des proches de passagers ou membres de l'équipage du Titanic, Ada Murdoch apprend la terrible nouvelle dans les journaux. Certains, comme le New York World, publient des témoignages affirmant que le premier officier Murdoch s'est suicidé. Mais, le 24 avril 1912, soit quelques jours après le naufrage, la femme de Murdoch reçoit une lettre de Charles Lightoller (deuxième officier) et cosigné par les officiers survivants : Pitman (troisième officier), Boxhall (quatrième officier) et Lowe (cinquième officier). Lightoller écrit qu'il regrette de ne pas l'avoir contactée plus tôt pour réfuter les rapports qui ont été publiés et affirme que Murdoch a travaillé dur, pendant l'évacuation, pour faire descendre les canots. Avant d'être lui-même emporté par une vague, Lightoller dit qu'il a sans doute été l'un des derniers à le voir vivant. Il tient également à préciser que William Murdoch est mort comme un homme qui fait son devoir et invite Ada Murdoch à ne pas tenir compte de ce que peuvent dire les journaux. Enfin, il termine en lui présentant ses sincères condoléances.
Après le drame, Ada Murdoch revend la maison du 94 Belmont Road et s’installe à Londres où elle demeure jusqu’en 1914. Cette année-là, elle retourne définitivement en Nouvelle-Zélande, dans sa ville natale de Christchurch. On note qu'en 1917, son nom apparaît dans le registre électoral du village. Partageant désormais sa vie en compagnie de son père et de ses deux sœurs célibataires, Ada Murdoch bénéficie de l’assurance-vie de son mari, une partie de son héritage, et touche également une petite pension accordée par la White Star Line aux veuves du naufrage. Pourtant, cette même pension lui est retirée en 1929, et bien que les raisons officielles demeurent inconnues, il semble que la compagnie estime Mme Murdoch d'une condition sociale trop confortable pour pouvoir en bénéficier. Tout au long de sa vie, Ada Murdoch reste amère vis-à-vis de la White Star Line, qui selon elle, n'a jamais réellement considéré son statut de veuve d’officier. En 1939, sa santé affaiblie, Ada Murdoch est contrainte d’entrer dans une maison de retraite médicalisée et meurt deux ans plus tard, le 21 avril 1941 à l’âge de 65 ans. Elle est enterrée à Christchurch dans le caveau familial. Durant ses derniers jours, Ada Murdoch a dit à ses proches que la seule chose qu'elle regrettait, était que William Murdoch et elle n'aient pas eu d'enfants. Elle est en effet restée fidèle à ce dernier jusqu'à la fin de ses jours, et ne s'est jamais remariée.

### Descendance fictive?

#### La vérité telle que la décrit la prétendue arrière-petite-fille
En 2000, une histoire surprenante paraît dans un article de Caroline Butler, concernant une supposée arrière-petite-fille de William Murdoch. Une femme du nom de Victoria Farrell-Cofield, demeurant à Vancouver, affirme dans l'article qu'elle est une descendante de « Murdock ». La famille de Mme Farrell-Cofield est originaire de Liverpool, et le père de Victoria a des racines du côté de Limerick en Irlande. Selon elle, en périssant dans le naufrage, Murdoch a laissé derrière lui une veuve et sept orphelins. William Murdoch étant en partie tenu pour responsable de la perte du Titanic, la famille vit dans la honte et se retrouve exclue de la société, passant d'un statut aisé à une extrême pauvreté. Victoria Farrell-Cofield explique que si elle ne s'est pas manifestée auparavant, c'est tout simplement parce que l'histoire de Murdoch a longtemps été un secret de famille tabou, et que les enfants n'ont jamais été au courant de la vérité sur leur père. Ainsi, une rumeur présentant William Murdoch comme étant l'un des chefs cuisiniers ou mécaniciens du Titanic, circule dans la famille de Farrell-Cofield depuis 1912. Mais à la suite du film Titanic de James Cameron, les prétendus descendants ont eu un regain d'intérêt pour leur « ancêtre », et ce n'est qu'en se rendant à une exposition sur le Titanic à Kitsilano que Victoria Farrell-Cofield dit avoir réellement découvert qui était William Murdoch. La vue d'une photo de l'officier l'a frappée tant la ressemblance avec son propre père était grande ; elle précise qu'ils avaient notamment les mêmes oreilles.

#### Histoire véridique ou tissus de mensonges?
Les propos de Victoria Farrell-Cofield sont à prendre avec prudence. Quiconque ayant quelques connaissances techniques sur l'histoire du Titanic peut en effet trouver plusieurs incohérences dans son récit. Richard Edkins, webmestre du site de Dalbeattie et rédacteur de la partie consacrée à l'histoire de Murdoch, pense que les propos de Mme Farrell-Cofield ne sont pas fondés. Premièrement, Ada Murdoch n'a jamais eu d'enfants avec son mari. Un grand regret qu'elle a toujours confié à ses proches, même encore quelques jours avant de mourir. Bien entendu, l'article de Caroline Butler ne précise pas si les sept orphelins dont il est question sont les enfants de Ada Murdoch, laissant ainsi planer un doute quant à une éventuelle liaison de Murdoch avec une maîtresse. Deuxièmement, certaines erreurs et incohérences de sa part sont trop importantes pour quelqu'un qui se dit être lié par le sang à William Murdoch, et remettent d'autant plus en cause sa crédibilité. D'autre part, sa présentation de la petite ville de Dalbeattie prouve qu'elle ne s'est jamais rendue sur place puisqu'il n'y a en réalité ni statue ni mémoriaux comme elle le prétend, mais simplement une stèle de granit posée sur un mur de l'hôtel de ville en 1912. Enfin, troisièmement, Richard Edkins signale que parler d'une liaison éventuelle entre Murdoch et une autre femme sans avoir davantage d'informations pour confirmer ces propos, revient à s'aventurer dangereusement dans les limites de la recherche.
Il s'agit donc d'une histoire plutôt douteuse dont personne n'avait entendu parler, jusqu'à la parution de l'article de Butler. Le seul descendant avéré être le plus proche de William Murdoch est son neveu Scott Murdoch, mort en 2010.

## Polémiques

### Responsable du naufrage?

En 1912, on utilise encore les ordres de l'ancienne marine à voile : pour virer, on indique dans quelle direction on aurait poussé la barre de gouverne, donc l'inverse de celle où l'on veut aller.

Dans la mesure où il était de quart au moment de la collision avec l'iceberg, William Murdoch est parfois considéré comme responsable du naufrage. Les ordres donnés prêtent en effet à débat. Il est difficile d'établir avec précision quels ordres ont été donnés, d'une part au quartier-maître Robert Hichens, d'autre part au personnel de la salle des machines. Dans le premier cas, il est certain que Murdoch a dans un premier temps ordonné de mettre « la barre à tribord toute », dans le but de faire virer le navire sur bâbord. Si les choses semblent un siècle plus tard embrouillées, ce n'était pas le cas à l'époque où l'ordre est passé. Selon le quartier-maître Alfred Olliver, qui se trouvait dans les environs, Murdoch a immédiatement après ordonné de mettre la barre « à bâbord toute » afin d'éloigner la poupe de l'iceberg. Hichens et le quatrième officier Joseph Boxhall n'ont pas souvenir de cet ordre. Cependant, la poupe du navire ayant évité l'iceberg, il est probable que l'ordre a bien été donné et exécuté,.
L'ordre donné à la salle des machines prête également à débat. A-t-il été ordonné de faire marche arrière ou de stopper le navire ? Le personnel de salle des machines rescapé témoigne unanimement que les télégraphes indiquaient tous « stop ». Cependant, Joseph Boxhall se rappelle que ceux de la passerelle de navigation indiquaient « en arrière toute ». Dans tous les cas, des expériences ont tendu à prouver que cet ordre était une erreur : en stoppant l'hélice centrale (qui ne pouvait dans tous les cas pas faire marche arrière), Murdoch a également stoppé le courant d'eau qu'elle générait et qui accroissait l'efficacité du gouvernail. En ralentissant, le Titanic a donc tourné moins vite et perdu les quelques précieuses secondes qui lui auraient permis d'éviter l'iceberg.
De façon plus générale, la manœuvre d'évitement a été dénoncée durant les commissions d'enquête sur le naufrage. Il apparaît en effet que si le Titanic avait heurté l'iceberg de plein fouet, seuls ses compartiments étanches avant auraient été inondés et, même si les dégâts auraient été en apparence plus graves, le navire aurait pu rester à flot plus longtemps, et peut-être même pu être sauvé. Murdoch n'est cependant pas blâmé pour cette erreur dans la mesure où personne n'aurait agi différemment dans une telle situation ; par ailleurs, Charles Lightoller, deuxième officier du Titanic, déclare : « Ce sont des circonstances qui ne se rencontrent qu'une fois par siècle. » Il fait cependant erreur : en 1914, le capitaine Peter Wotton du Royal Edward se retrouve dans la même situation. Pensant à Murdoch, comme il le confirme dans une interview, il ne modifie pas le cap et ordonne de battre machine arrière. Le navire ralentit, heurte l'iceberg, mais reste à flot. Dès lors, l'erreur de Murdoch est confirmée et entraîne un changement des règles de navigation sur ce point.

### Suicide supposé d'un officier

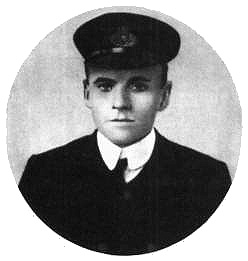
Charles Lightoller est l'auteur d'un des témoignages mettant en doute l'hypothèse du suicide de Murdoch.

Dans les jours qui ont suivi le naufrage, la presse s'est dépêchée de relayer de nombreux récits à l'authenticité souvent douteuse. Parmi les nombreuses légendes circulent des témoignages (parfois complètement inventés) mentionnant le suicide d'un officier. Sur ces événements, seules des hypothèses ont pu être échafaudées, dans un sens ou dans l'autre. Plusieurs suicidés potentiels peuvent-être envisagés : le commandant Edward Smith, Henry Wilde, Moody et Murdoch, dont les corps n'ont pas été retrouvés. Le commissaire Hugh McElroy est également mentionné, mais sa dépouille a été retrouvée et n'a pas été blessée par balle. Wilde et Murdoch sont généralement les suppositions les plus envisagées.
Les deux témoignages les plus crédibles en faveur de la thèse du suicide d'un officier viennent de George Rheims et Eugene Daly, passagers rescapés de première et troisième classe respectivement. Les deux hommes décrivent avoir vu un officier tirer sur des passagers voulant monter de force dans un canot de sauvetage, puis retourner l'arme contre lui. Dans une lettre à sa femme, Rheims écrit : « Alors que le dernier canot de sauvetage partait, j'ai vu un officier tuer un homme d'un coup de feu. L'homme essayait de monter à bord de ce dernier canot. […] Comme il ne restait rien d'autre à faire, l'officier nous a dit : « Messieurs, chacun pour soi, au revoir. » Il a exécuté un salut militaire puis s'est tiré une balle dans la tête. »,.
D'autres contredisent totalement l'hypothèse des coups de feu : le deuxième officier Charles Lightoller, le colonel Archibald Gracie et Jack Thayer, qui ont tous trois rédigé des récits de leur expérience, sont ainsi certains que Murdoch était encore vivant lors du plongeon final du Titanic. Il reste certain que Murdoch était en possession d'une arme durant les derniers instants du paquebot, de même que Wilde et Lightoller. Il est également à noter que le changement de hiérarchie de dernière minute fait que le premier officier et le commandant en second sont souvent confondus dans les témoignages de rescapés, ne facilitant pas la recherche de la vérité.

## Postérité

### Hommages et mémoriaux

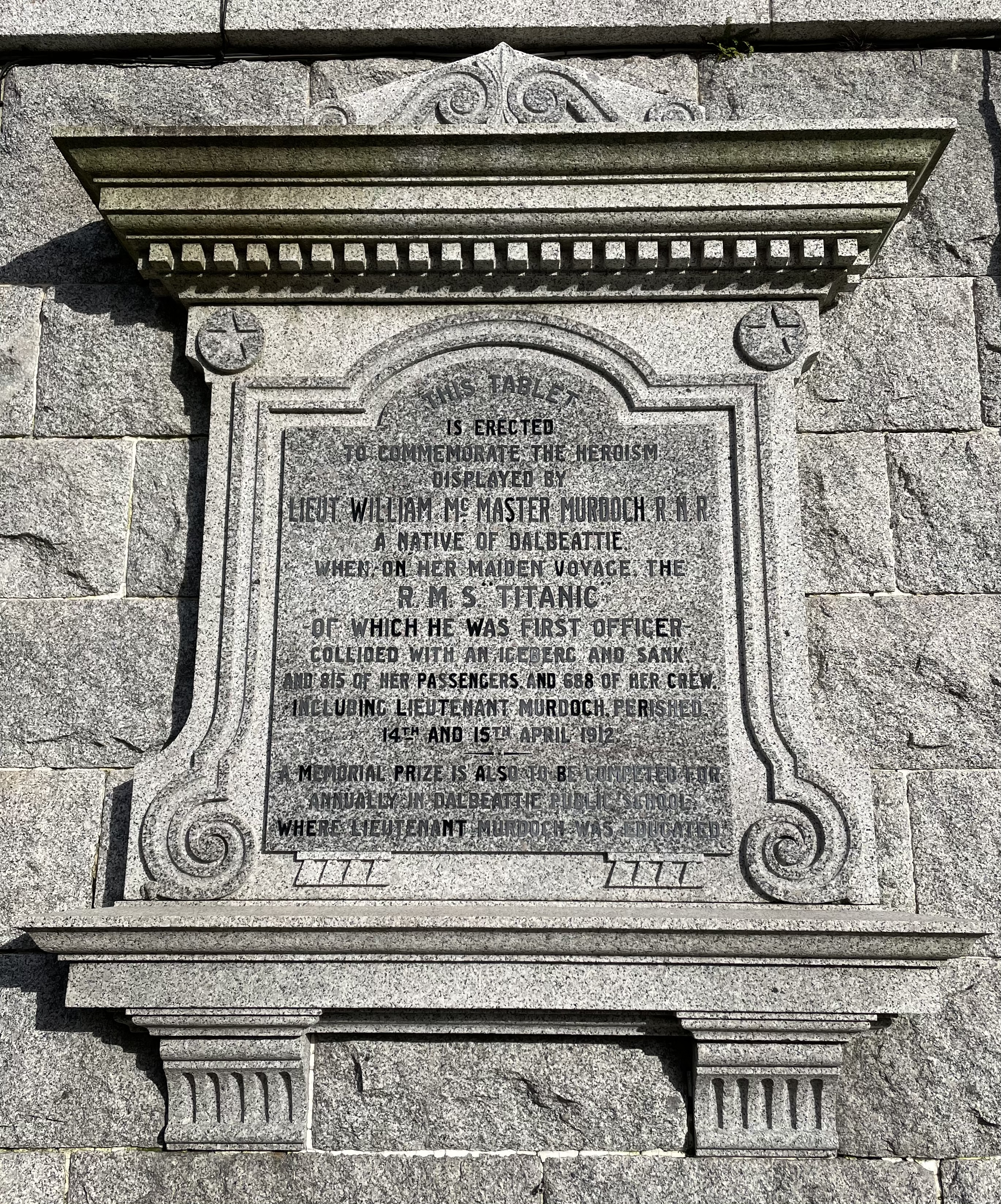
Une plaque à la mémoire de Murdoch trône devant l'hôtel de ville de Dalbeattie.

La ville de Dalbeattie, dont il est natif, consacre beaucoup d'efforts pour préserver la mémoire de William Murdoch. Une plaque commémorative est érigée en son honneur près de la mairie dès la fin de l'année 1912. Elle a pour but de « commémorer l'héroïsme dont a fait preuve William Murdoch ». Une stèle se tient également à sa mémoire dans le cimetière de la ville. L'école qu'il a fréquentée enfant remet également chaque année un prix d'excellence en son nom.
Dalbeattie consacre également toute une partie de son site internet à l'histoire de Murdoch.

### Au cinéma
Le rôle de Murdoch comme officier de quart au moment du drame le fait apparaître de façon plus ou moins authentique dans les différents films sur la catastrophe. Dans les films Titanic de 1943 et de 1953, il est interprété par Theo Schall et Barry Bernard. Le film Atlantique, latitude 41°, nettement plus précis au niveau des faits (car adapté de l'ouvrage La Nuit du « Titanic » de l'historien Walter Lord), le place sous les traits de Richard Leech.
C'est en 1996 et 1997 que les apparitions de Murdoch commencent à prêter à polémique. Dans le téléfilm Le « Titanic », Murdoch tire sur des passagers tentant d'embarquer de force dans les canots, avant de se suicider. L'année suivante, James Cameron lui fait faire la même chose dans son film Titanic. Cameron ne s'arrête pas là puisque peu avant, Murdoch, interprété par Ewan Stewart, accepte un pot-de-vin de Caledon Hockley, l'antagoniste. Ces scènes ont particulièrement choqué dans la ville natale de Murdoch, Dalbeattie, et ont conduit à une plainte menée par le neveu de Murdoch, alors âgé de 80 ans. Les producteurs du film ont finalement accédé à la plainte et fait des excuses publiques, argumentant que l'officier était également présenté comme un héros qui s'est démené pour charger les canots du mieux qu'il le pouvait. La production a également fait don de 5 000 £ pour aider au financement du prix attribué chaque année en l'honneur de Murdoch dans son école.